# Musini Bankers Trust
Musini Bankers Trust. Empresa creada en 1993, bajo el régimen de Sociedad Gestora de Instituciones de Inversión Colectiva, por Mutualidad de Seguros del Instituto Nacional de Industria, abreviadamente Musini, considerado el primer Holding industrial de España y Bankers Trust, uno de los principales gestores del mundo. Su operación fundamental es la Gestión de activos y Fondos de inversión.

## Historia
José Miguel López-Frade, su primer director general, registró ante la Comisión Nacional del Mercado de Valores de España (CNMV), en 1993, los primeros cinco fondos, con el propósito de complementar las mutualidades. A partir de 1994 introdujo servicios bancarios mediante un acuerdo con Bankinter S.A., una de las instituciones crediticias más importantes de España.
Estableció rigurosos controles de Calidad en la operación y de excelencia en el trato al cliente, así como en la selección de personal altamente calificado. Desarrolló proyectos para una agresiva participación de la firma en Mercados emergentes como alternativa al comportamiento errático de los mercados locales, a través de productos como el Latin American Equity Fund, invertido principalmente en México y Argentina; el Global Bond Fund, de Renta fija internacional; el Global High Yield Fund, de renta fija global en deuda y garbage bonds, así como el Mannaged Dollar Fund, en dólares.
Creó Fondos de inversión cuya composición de Cartera permitió corregir las tendencias del Mercado y moverse conforme a sus fluctuaciones, sin la necesidad de vender las participaciones del fondo, como el Fondo Teneo, instrumento de Ahorro a largo plazo. Promovió la operación con fondos mixtos y una política orientada a ofrecer estabilidad a sus clientes.
Luego de un continuo crecimiento, en 1995, la Comisión Nacional del Mercado de Valores de España dio a conocer  que Musini Bankers Trust S.g.i.i.c., S.a., entidad gestora de  Musini-Bankers I, Fim, informó que Musini, Sociedad Mutua de Seguros y Reaseguros, adquirió el control del 100% de Musini-Bankers Trust Holding, S.A., tras la toma de un 50% de su capital social. Con ello se produjo un cambio de control en la sociedad gestora.